# Juan de la Fuente
Juan de la Fuente, född den 15 augusti 1976 i Buenos Aires, Argentina är en argentinsk seglare.
Han tog OS-brons i 470 i samband med de olympiska seglingstävlingarna 2012 i London.